# Equitazione ai Giochi della XIX Olimpiade - Salto ostacoli individuale
La competizione del salto ostacoli individuale di equitazione dei Giochi della XIX Olimpiade si è svolta il 23 ottobre 1968 al Campo Marte di Città del Messico.

## Risultati

### Primo turno
Passano al turno finale i cavalieri con 8 penalità o meno.
| Pos. | Binomio                   | Binomio       | Nazione          | Punti  |
| Pos. | Cavaliere                 | Cavallo       | Nazione          | Punti  |
| ---- | ------------------------- | ------------- | ---------------- | ------ |
| 1    | Marion Coakes             | Stroller      | Gran Bretagna    | 0,00   |
| 1    | William Steinkraus        | Snowbound     | Stati Uniti      | 0,00   |
| 3    | Kevin Ashley Bacon        | Chichester    | Australia        | 4,00   |
| 3    | Jim Day                   | Canadian Club | Canada           | 4,00   |
| 3    | David Broome              | Mister Softee | Gran Bretagna    | 4,00   |
| 3    | Piero D'Inzeo             | Fidux         | Italia           | 4,00   |
| 3    | Frank Chapot              | San Lucas     | Stati Uniti      | 4,00   |
| 8    | Lucia Faria               | Rush du Camp  | Brasile          | 7,25   |
| 9    | Carlos D'Elia             | Scandale      | Argentina        | 8,00   |
| 9    | Argentino Molinuevo Jr    | Don Gustavo   | Argentina        | 8,00   |
| 9    | Nelson Pessoa Filho       | Pass Op       | Brasile          | 8,00   |
| 9    | Jim Elder                 | The Immigrant | Canada           | 8,00   |
| 9    | Pierre Jonquères d'Oriola | Nagir         | Francia          | 8,00   |
| 9    | Alwin Schockemöhle        | Donald Rex    | Germania Ovest   | 8,00   |
| 9    | Hans Günter Winkler       | Enigk         | Germania Ovest   | 8,00   |
| 9    | Harvey Smith              | Madison Time  | Gran Bretagna    | 8,00   |
| 9    | Monica Bachmann-Weier     | Erbach        | Svizzera         | 8,00   |
| 9    | Arthur Blickenstorfer     | Marianka      | Svizzera         | 8,00   |
| 19   | Fernando Hernández        | Churintzio    | Messico          | 10,75  |
| 20   | Marcel Rozier             | Quo Vadis     | Francia          | 11,00  |
| 21   | John Fahey                | Bonvale       | Australia        | 12,00  |
| 21   | Graziano Mancinelli       | Doneraile     | Italia           | 12,00  |
| 21   | Ricardo Guasch            | Mixteco       | Messico          | 12,00  |
| 21   | Paul Weier                | Wildfeuer     | Svizzera         | 12,00  |
| 21   | Kathy Kusner              | Untouchable   | Stati Uniti      | 12,00  |
| 26   | Sam Campbell              | April Love    | Australia        | 16,00  |
| 26   | Hartwig Steenken          | Simona        | Germania Ovest   | 16,00  |
| 26   | Raimondo D'Inzeo          | Bellevue      | Italia           | 16,00  |
| 26   | Tadashi Fukushima         | Queen         | Giappone         | 16,00  |
| 26   | Masayasu Sugitani         | Ringo         | Giappone         | 16,00  |
| 26   | Viktor Matveyev           | Krokhotny     | Unione Sovietica | 16,00  |
| 32   | Janou Lefèbvre            | Rocket        | Francia          | 20,00  |
| 33   | José Fernandez            | Cantal        | Brasile          | 23,25  |
| 34   | Roberto Nielsen-Reyes     | Ukamau        | Bolivia          | 24,00  |
| 35   | Marian Kozicki            | Braz          | Polonia          | 28,00  |
| 36   | Torchy Millar             | Beefeater     | Canada           | 31,50  |
| 37   | Joaquín Pérez             | Romeo         | Messico          | 36,50  |
| 38   | Antoni Pacyński           | Cyrrus        | Polonia          | 37,25  |
| 39   | Piotr Wawryniuk           | Farys         | Polonia          | 52,75  |
| .    | Jorge Amaya               | Gemelo        | Argentina        | Squal. |
| .    | Yevgeny Kuzin             | Figlyar       | Unione Sovietica | Squal. |
| .    | Yugo Araki                | Far East      | Giappone         | Squal. |

### Turno finale
| Pos.    | Binomio                   | Binomio       | Nazione        | 1º turno | Turno finale | Totale | Barrage  | Barrage |
| Pos.    | Cavaliere                 | Cavallo       | Nazione        | 1º turno | Turno finale | Totale | Penalità | Tempo   |
| ------- | ------------------------- | ------------- | -------------- | -------- | ------------ | ------ | -------- | ------- |
| Oro     | William Steinkraus        | Snowbound     | Stati Uniti    | 0,00     | 4,00         | 4,00   |          |         |
| Argento | Marion Coakes             | Stroller      | Gran Bretagna  | 0,00     | 8,00         | 8,00   |          |         |
| Bronzo  | David Broome              | Mister Softee | Gran Bretagna  | 4,00     | 8,00         | 12,00  | 0,00     | 35"3    |
| 4       | Frank Chapot              | San Lucas     | Stati Uniti    | 4,00     | 8,00         | 12,00  | 0,00     | 36"8    |
| 5       | Hans Günter Winkler       | Enigk         | Germania Ovest | 8,00     | 4,00         | 12,00  | 0,00     | 37"5    |
| 6       | Jim Elder                 | The Immigrant | Canada         | 8,00     | 4,00         | 12,00  | 0,00     | 39"2    |
| 7       | Alwin Schockemöhle        | Donald Rex    | Germania Ovest | 8,00     | 8,00         | 16,00  |          |         |
| 7       | Argentino Molinuevo Jr    | Don Gustavo   | Argentina      | 8,00     | 8,00         | 16,00  |          |         |
| 7       | Monica Bachmann-Weier     | Erbach        | Svizzera       | 8,00     | 8,00         | 16,00  |          |         |
| 7       | Piero D'Inzeo             | Fidux         | Italia         | 4,00     | 12,00        | 16,00  |          |         |
| 11      | Harvey Smith              | Madison Time  | Gran Bretagna  | 8,00     | 8,25         | 16,25  |          |         |
| 12      | Lucia Faria               | Rush du Camp  | Brasile        | 7,25     | 12,00        | 19,25  |          |         |
| 13      | Arthur Blickenstorfer     | Marianka      | Svizzera       | 8,00     | 12,00        | 20,00  |          |         |
| 13      | Carlos D'Elia             | Scandale      | Argentina      | 8,00     | 12,00        | 20,00  |          |         |
| 13      | Jim Day                   | Canadian Club | Canada         | 4,00     | 16,00        | 20,00  |          |         |
| 16      | Nelson Pessoa Filho       | Pass Op       | Brasile        | 8,00     | 16,00        | 24,00  |          |         |
| 17      | Pierre Jonquères d'Oriola | Nagir         | Francia        | 8,00     | 20,50        | 28,50  |          |         |
| 18      | Kevin Ashley Bacon        | Chichester    | Australia      | 4,00     | 24,75        | 28,75  |          |         |